# Logroño (Ecuador)
Logroño ist eine Ortschaft und die einzige Parroquia urbana im Kanton Logroño der ecuadorianischen Provinz Morona Santiago. Die Parroquia besitzt eine Fläche von 55 km². Beim Zensus 2010 wurden 2053 Einwohner gezählt. Davon wohnten 1482 Einwohner im Hauptort. Die Bevölkerung besteht aus Mestizen und aus Shuar.

## Lage
Die Parroquia Logroño liegt an der Ostflanke der Cordillera Real. Das Gebiet liegt am Westufer des nach Süden strömenden Río Upano. Die Flüsse Río Chankachankasa sowie der Río Tutanangosa begrenzen das Gebiet im Norden und im Nordosten. Der Río Chupientza begrenzt das Areal im Süden. Der etwa 640 m hoch gelegene Hauptort Logroño befindet sich am Westufer des Río Upano 36,5 km südsüdwestlich der Provinzhauptstadt Macas. Die Fernstraße E45 (Macas–Zamora) führt an Logroño vorbei.
Die Parroquia Logroño grenzt im Nordwesten und im Nordosten an die Parroquias Asuncíon und Huambi (beide im Kanton Sucúa), im Osten an die Parroquia Shimpis sowie im Süden und im Westen an die Parroquia San Francisco de Chinimbimi (Kanton Santiago).

## Orte und Siedlungen
In der Parroquia Logroño gibt es neben dem Hauptort Logroño folgende Comunidades: Yampas, San Carlos, Chupiankas, Los Ángeles und Jesús del Gran Poder.

## Geschichte
Die Parroquia Logroño wurde am 16. September 1955 im Kanton Morona gegründet. Mit der Schaffung des Kantons Logroño am 22. Januar 1997 wurde Logroño eine Parroquia urbana und Sitz dessen Kantonsverwaltung.